# テディ・スタジアム
テディ・スタジアム(אצטדיון טדי, Itztadion Teddy、Teddy Stadium)はイスラエルの首都エルサレムにある球技場。1991年完成。

## 概要
スタジアムの名称であるテディ・コレクは元エルサレム市長であり、エルサレム財団の創始者であった。当スタジアムは最新の欧州規格に満たす屋根付スタジアムで、ユニバーサル対応となっている。1991年のオープン当時は13000席だったが、1999年の改修で21600席となった。
2013年にはUEFA U-21欧州選手権とマカビア競技大会の会場として使用された。